# Gillois
Gillois là một xã trong vùng hành chính Franche-Comté, thuộc tỉnh Jura, quận Lons-le-Saunier, tổng Nozeroy. Tọa độ địa lý của xã là 46° 44' vĩ độ bắc, 06° 01' kinh độ đông. Gillois nằm trên độ cao trung bình là 820 mét trên mực nước biển, có điểm thấp nhất là 690 mét và điểm cao nhất là 958 mét. Xã có diện tích 9.65 km², dân số vào thời điểm 1999 là 119 người; mật độ dân số là 12 người/km².

## Thông tin nhân khẩu
| 1962 | 1968 | 1975 | 1982 | 1990 | 1999 |
| ---- | ---- | ---- | ---- | ---- | ---- |
| 100  | 141  | 127  | 130  | 115  | 119  |

## Địa điểm tham quan
Nhà thờ của Gillois được xây dựng trong thế kỉ thứ 17.